# Roxanne (filme)
Roxanne é um filme de comédia romântica estadunidense de 1987, dirigido por Fred Schepisi, e estrelado por Steve Martin e Daryl Hannah. É uma releitura moderna da peça Cyrano de Bergerac, escrita por Edmond Rostand em 1897, adaptada por Martin.

## Sinopse
C.D. Bales (Steve Martin) é o chefe dos bombeiros de uma pequena cidade norte-americana no Noroeste Pacífico que se apaixona pela recém-chegada e bela astrônoma Roxanne Kowalski (Daryl Hannah), que veio ao lugar em busca de um cometa, mas ela se apaixona por Chris da unidade dos bombeiros. Por ser narigudo, C.D. não tem coragem de se declarar, então escreve belos poemas para a amada e pede a Chris que assuma então a autoria dos versos.

## Elenco
- Steve Martin como Charlie "C.D." Bales
- Daryl Hannah como Roxanne Kowalski
- Rick Rossovich como Chris McConnell
- Shelley Duvall como Dixie
- John Kapelos como Chuck
- Fred Willard como Mayor Deebs
- Max Alexander como Dean
- Michael J. Pollard como Andy
- Steve Mittleman como Ralston
- Damon Wayans como Jerry
- Matt Lattanzi como Trent
- Ritch Shydner e Kevin Nealon como dois bêbados que Charlie encontra na rua
- Brian George como Dr. Dave Schepsi, um cirurgião plástico
- Maureen Murphy como Cindy, a menina dos cosméticos
- Heidi Sorenson como Trudy, interesse amoroso do prefeito
- Shandra Beri como Sandy, o barman
- Jean Sincere como Nina

## Produção
Roxanne foi filmado no verão de 1986, na cidade de Nelson, Colúmbia Britânica. Steve Martin optou por usar o local, na rua Ward como um conjunto primário.

## Recepção

### A resposta da crítica
Roxanne detém actualmente uma taxa de aprovação de 88% no Rotten Tomatoes, com o consenso de ser: "Apesar de suas fronteiras doçura em sappiness, Roxanne é uma comédia romântica que descaradamente continua sendo um dos mais engraçados de Steve Martin".
Roger Ebert elogiou o filme como um "gentil, comédia lunática", dando-lhe um 3 estrelas e meia de quatro, também afirmando: "O que torna" Roxanne "tão maravilhoso não é uma comédia bastante simples, no entanto, mas a forma como o filme cria um certo espírito inefável".
Ele é o número #71 do canal de televisão Bravo na lista dos "100 filmes mais engraçados".

### Elogios
- Globo de Ouro: Indicado: Melhor Performance de um Ator em um Filme - Comédia / Musical: Steve Martin
- LAFCA Award: Ganhou (empatado): Melhor Ator: Steve Martin (empatado com Jack Nicholson em Ironweed (1987) e As Bruxas de Eastwick (1987).
- NSFC Award: Vitórias: Melhor Ator: Steve Martin
- WGA Award (Tela): Ganhou: Melhor Roteiro Baseado em Material de Outra Média: Steve Martin

## As referências a peça
- A histórica peça Cyrano de Bergerac escreveu sobre uma viagem à Lua e ao Sol, e Roxanne faz alusão a isso em uma cena com CD sobre piadas sobre OVNIs e extraterrestres. Além disso, reflete a uma cena na peça onde Cyrano finge cair de uma árvore para distrair um outro pretendente de Roxanne.
- C. D. Bales tem as mesmas iniciais como Cyrano de Bergerac.

- O discurso "20 Insultos sobre o Nariz" no filme espelha o mesmo discurso na peça.

- Posição de C. D. nos bombeiros é semelhante à liderança de Cyrano dos Cadetes Gascon.